# 日専連ライフサービス
株式会社日専連ライフサービス（にっせんれんライフサービス、英: Nissenren Life Service co. Ltd）は、宮城県仙台市青葉区に本社を置く、協同組合連合会日本専門店会連盟系の信販会社である。

## 概要
仙台市とその周辺を中心に、クレジットカード「日専連カード」の発行等を行っている。
仙台市内でドコモショップ2店舗を運営している（AER店と定禅寺中央店）。

## 沿革[2]
- 1978年（昭和53年）12月 - 株式会社日専連ファイナンス（にっせんれんファイナンス）を設立。
- 1984年（昭和59年）- みやぎ生活協同組合と業務提携。
- 1985年（昭和60年）- 日専連JCBカード発行開始。
- 1992年（平成4年）- 日専連 DC VISAカード、SENDAI光のページェントカード発行開始。
- 1998年（平成10年）5月 - 現在の社名に商号変更。
- 2000年（平成12年）4月 - 協同組合日専連仙台よりクレジット事業を譲り受け、クレジット事業を開始。
- 2004年（平成16年）- 日専連ETCカード発行開始。
- 2009年（平成21年）- WEB請求明細サービスを開始。
- 2012年（平成24年）
  - 生活協同組合共立社、ベガルタ仙台、福島県と業務提携。
  - Fukurumカード発行開始。
- 2014年（平成26年）- 河北新報社と業務提携。
- 2015年（平成27年）- 住商アーバン開発(セルバ)との業務提携。
- 2017年（平成29年）
  - コバルトーレ女川SOCIOカード、福島ファイヤーボンズカードを発行開始[3][4]。
- 2018年（平成30年）
  - 日専連JCBカードにディズニー・デザインを追加。
  - 仙台の専門学校生がデザインした25歳以下限定カードを発行開始。
  - ホヤぼーやカード発行開始[5]。
- 2019年（令和元年）
  - 日専連DC・VISAカードにぐでたまデザインを追加。
  - 住商アーバン開発(テラスモール松戸)との業務提携。
- 2020年（令和2年）- 一般社団法人ネオバレーボールクラブ仙台との提携、リガーレ仙台JCBカードの発行開始[6]。
- 2021年（令和3年）
  - 仙台89ERSカード、定禅寺ジャズフェスカードの発行開始。
  - 日専連カード　Apple Pay / Google Payへの対応を同時開始[7]。
  - 紙の利用明細書有料化[8]。
- 2022年（令和4年）- 日専連JCBカードに「むすび丸デザイン」を追加[9]。
- 2023年（令和5年）- モンテディオ山形カード[10]、Fukurum VISAカードの発行開始。

## クレジットカード[11]
「日専連JCBカード」と「日専連DC VISAカード」「日専連カード『CLORE』」を発行している。追加カードとしてETCカードを発行している（提携カードを含む）。

### 提携カード
- セルバカード（セルバ）
- テラスモール松戸カード（テラスモール松戸）[12]
- Fukurum（フクラム）カード（Fukurumカード推進協議会※福島県、公益財団法人福島県観光物産交流協会、株式会社日専連ライフサービスで構成）
- かほピョンくらぶLINKカード（河北新報社）
- ベガルタ仙台カード（ベガルタ仙台）
- SENDAI光のページェントカード（SENDAI光のページェント実行委員会）
- COOPトリプルカード（みやぎ生活協同組合）
- コープカード「グリーン」（生活協同組合共立社）
- コープカード「ブルー」（みやぎ生活協同組合。福島県の店舗および協同購入の利用者が対象）
- アイコープ・トリプルカード（いわて生活協同組合)
- イエローハットカード・イエローハットサービスカード（イエローハットFC：ホットマン）
- 歯科組合カード（宮城県歯科医師協同組合）
- リヴォルーションカード（リボルーショングループ）
- コバルトーレ女川SOCIOカード（コバルトーレ女川）
- 仙台89ERS JCBカード（仙台89ERS）
- 福島ファイヤーボンズカード（福島ファイヤーボンズ）
- マイナビ仙台レディースカード（マイナビ仙台レディース）
- リガーレ仙台JCBカード（リガーレ仙台）
- 群馬クレインサンダーズカード（群馬クレインサンダーズ）
- モンテディオ山形クラブオフィシャルカード（モンテディオ山形）
- ホヤぼーやカード（JCB）（気仙沼市応援カード）
- 石巻エリアファンクラブJCBカード（石巻市、東松島市、女川町応援カード）
- 定禅寺ジャズフェスカード（定禅寺ストリートジャズフェスティバル協会）
- 日専連JCBカード（むすび丸デザイン）（宮城県観光プロモーション推進室）

## プリペイドカード
- MiiCA（コープ東北サンネット事業連合）

みやぎ生協で2012年5月21日より先行導入され、2016年11月1日からは同組合で組合員証バーコードつきのカードの発行を開始。以降、同年度末までに加盟生協に順次導入。

## ギフトカード
全国共通日専連ギフトカードの他、宮城県内のみに利用出来る「日専連MELON商品券」を発行している。

## 関連会社
- 日専連
- アエル株式会社